# Bosco (nombre)
Bosco es un nombre propio masculino de origen italiano en su variante en español. Proviene de San Juan Bosco.

## Santoral
31 de enero: San Juan Bosco.